# Берковица
Берковица (или Берковац или Берковец; болг. Берковица) — город в Болгарии. Находится в Монтанской области, входит в общину Берковица. Население составляет 14 768 человек.

## История
В ноябре 1877 года, в ходе Русско-турецкой войны (1877—1878), близ города Берковица шли бои между русской императорской армией и армией Мехмета-Али-паши, который был послан турецким правительством на выручку Осману-Нури-паши во время блокады Плевны.

## Спорт
В городе базируется футбольный клуб «Ком-Миньор».

## Города-побратимы
- Дзержинский, Россия[3]
- Димитровград, Сербия
- Заечар, Сербия